# 성 (영화)
성(Das Schloss, THE CASTLE)은 오스트리아에서 제작된 미카엘 하네케  감독의 1997년 드라마, 미스터리 영화이다. 울리히 뮤흐 등이 주연으로 출연하였다. 알려진 다른 제목은 다스 슐로스이다.

## 출연

### 주연
- 울리히 뮤흐
- 수잔느 로터

### 조연
- 프랑크 지에링
- 페릭스 에이트너
- 니콜라우스 파릴라

## 제작진
- 원작자: 프란츠 카프카